# Trithemis furva
Trithemis furva é uma espécie de libelinha da família Libellulidae.
Pode ser encontrada nos seguintes países: Angola, Camarões, Chade, Costa do Marfim, Guiné Equatorial, Etiópia, Guiné, Quénia, Libéria, Madagáscar, Malawi, Moçambique, Namíbia, Nigéria, Serra Leoa, Somália, África do Sul, Sudão, Tanzânia, Uganda, Zâmbia, Zimbabwe e possivelmente em Burundi.
Os seus habitats naturais são: florestas subtropicais ou tropicais húmidas de baixa altitude, savanas áridas, savanas húmidas, matagal árido tropical ou subtropical, matagal húmido tropical ou subtropical, rios, marismas de água doce e marismas intermitentes de água doce.